# Keith Soothill
Keith Leonard Soothill (* 25. März 1941 in Whetstone, London; † 12. Februar 2014) war ein britischer Kriminologe und Sozialforscher.

## Leben
Keith Soothill wurde in Whetstone im Norden Londons geboren. Sein Vater arbeitete als Vertreter und unterrichtete daneben für die Workers’ Educational Association. Seine Mutter hatte vor ihrer Heirat in einer Metzgerei gearbeitet. Als Soothill die Grundschule besuchte, zog die Familie nach Raynes Park im Süden Londons und er erhielt ein Stipendium für die King's College School in Wimbledon. Nach der Schule wurde er in der Werbebranche tätig und studierte Philosophie und Psychologie an der University of Exeter. Dort erhielt er 1965 seinen Abschluss. Soothill setzte sein Studium fort und promovierte 1971 in Soziologie bei Terry Morris an der London School of Economics and Political Science. Der Titel seiner Dissertation war The Apex project: an evaluation of an experimental employment agency for ex-prisoners. Ab 1974 lehrte und forschte er an der Lancaster University. Hier verbrachte er seine weitere akademische Karriere, zuletzt als Professor für Empirische Sozialforschung, und setzte seine Forschung auch nach seiner Emeritierung 2006 fort.
Soothill war verheiratet und hatte zwei Kinder, einen Sohn und eine Tochter.

## Veröffentlichungen (Auswahl)
- mit Sylvia Walby: Sex crime in the news (1991, London: Routledge)
- mit Christine Henry, Kevin Kendrick: Themes and Perspectives in Nursing (1995, London: Chapman and Hall)
- mit Moira Peelo, Richard Hugman (Hrsg.): Concepts of Care: Developments in Health and Social Welfare (1997, London: Arnold)
- mit Brian J. Francis, Elizabeth Ackerley, Samantha Collett: Homicide in Britain: a comparative study of rates in Scotland and England and Wales. (1999, Edinburgh: Scottish Executive Central Research Unit)
- Criminal conversations: an anthology of the work of Tony Parker. (1999, London, New York: Routledge)
- mit Nicholas Abercrombie, Alan Warde, Rosemary Deem, Sue Penna, Andrew Sayer, John Urry, Sylvia Walby: Contemporary British Society. (2000, Cambridge: Polity Press)
- mit Brian Francis, Rachel Fligelstone: Patterns of offending behaviour: a new approach (2002, Home Office Research Findings, Band 171, London: Home Office)
- mit Moira Peelo, Claire Taylor: Making Sense of Criminology (2002, Cambridge: Polity Press)
- mit Moira Peelo (Hrsg.): Questioning Crime and Criminology (2005, Cullompton: Willan)
- mit  Paul Rogers, Mairead Dolan (Hrsg.): Handbook of Forensic Mental Health (2008, Cullompton: Willan)
- mit Claire Fitzpatrick, Brian Francis: Understanding Criminal Careers (2009, Cullompton: Willan)